# Даниел Глатауер
Даниел Глатауер (на немски: Daniel Glattauer) е австрийски журналист и писател, автор на бестселъри в жанровете любовен роман и фейлетон.

## Биография и творчество
Даниел Глатауер е роден на 19 май 1960 г. във Виена, Австрия. Израства в 10-и район „Лаа Берг“ на родния си град, където през 1978 г. завършва гимназия. В периода 1979-1985 г. учи история на изкуството и педагогика в университета, и завършва с дипломна работа на тема „Дяволът в образованието“.
След дипломирането си в продължение на 3 години работи във вестник „Ди Пресе“. След това се прехвърля в „Дер Стандард“, където в продължение на 20 години работи като колумнист и редактор в разделите за фейлетони и съдебни репортажи. Става известен със своите „бележки“ (dag), публикувани на първа страница на вестника, в които коментира актуални въпроси на ежедневието в хумористична форма. Част от неговите най-добри материали са публикувани по-късно в отделни сборници.
Първият му роман „Theo und der Rest der Welt“ е издаден през 1997 г. В него представя в хумористичен стил израстването на своя племенник Тео.
Романът му „Der Weihnachtshund“ (Коледното куче) е екранизиран за телевизията през 2004 г., „Darum“ (Защо) от 2002 г. е екранизиран за киното през 2008 г. с участието на Кай Вейсингър, Надежда Бренике и Анна Талбаш.
Даниел Глатауер прави пробив в литературата с романа си „Лекарство против северния вятър“ издаден през 2006 г. Той става международен бестселър и е издаден на над 35 езика в милиони екземпляри по света. През 2009 г. излиза продължението „Седмата вълна“. След него той напуска работата си и се посвещава на писателската си кариера. Двата романа са екранизирани през 2010 г. в успешните едноименни телевизионни филми с участието на Рут Брауър и Александър Пшил.
Даниел Глатауер живее със семейството си във Виена и във Валдфиртел. По-големият му брат Николаус Глатауер също е писател.

## Произведения

### Самостоятелни романи
- Der Weihnachtshund (2000)
- Darum (2002)
- Rainer Maria sucht das Paradies (2008)
- Ewig Dein (2012)
Вечно твой, изд.: ИК „Обсидиан“, София (2012), прев. Младен Ганев
- Geschenkt (2014)

### Серия „Виртуална любов“ (Love Virtually)
- Gut gegen Nordwind (2006)
Лекарство против северния вятър, изд.: ИК „Обсидиан“, София (2010), прев. Младен Ганев
- Alle sieben Wellen (2009)
Седмата вълна, изд.: ИК „Обсидиан“, София (2010), прев. Младен Ганев

### Пиеси
- Die Wunderübung (2014)

### Серия „Тео“ (Theo)
детска биографична серия за племенника на писателя
1. Theo und der Rest der Welt (1997)
2. Theo. Antworten aus dem Kinderzimmer (2010)

### Сборници
- Kennen Sie Weihnachten? (1997)
- Bekennen Sie sich schuldig? (1998)
- Der Karpfenstreit. Die schönsten Weihnachtskrisen (2010)

### Документалистика
публикации от „Дер Стандард“
- Die Ameisenzählung (2001)
- Die Vögel brüllen (2004)
- Schauma mal (2009)
- Mama, jetzt nicht! (2011)

### Екранизации
- 2004 Der Weihnachtshund – ТВ филм
- 2008 Darum – кинофилм
- 2010 Gut gegen Nordwind – ТВ филм
- 2010 Alle Sieben Wellen – ТВ филм